# 硅铝层

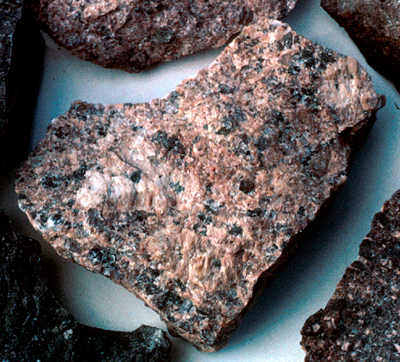
典型的硅铝层物质， 密苏里州St. Francis Mountains正長石基质中的前寒武纪花岗岩。

硅铝层是地球化学中所指地球的大陆地壳岩石圈，得名于其主要构成化学元素硅与铝。
也称硅铝层岩石为长英质，因为其包含很高比例的硅铝长石矿物。
硅铝层最初由爱德华·修斯在19世纪提出。已经被岩相、重力测量、地震证据所证实。

## 性质
硅铝层的密度低(2700–2800 kg/m3)。与硅镁层分界面并不对应于康拉德不连续面。 而是相当随意地设定为平均密度2800 kg/m3的地方。
根据地殼均衡理论  山脉既向下也向上扩展其岩石圈，因此大陆地壳的硅铝层厚度从5 km到70 km。